# Batinta
Batinta (arab. باتنته) – miejscowość w Syrii, w muhafazie Idlib. W 2004 roku liczyła 1165 mieszkańców.